# Luzège
Luzège – rzeka we Francji, przepływająca przez teren departamentu Corrèze, o długości 64,1 km. Stanowi dopływ rzeki Dordogne.